# Lolodorf
Lolodorf ist eine Stadt im Südwesten Kameruns (Provinz Sud) mit ca. 45.300 Einwohnern. Sie liegt oberhalb des Lokundje im Gebiet des Regenwaldes. Lolodorf befindet sich zwischen dem 56 km entfernten Éséka im Norden Mvengue im Osten (33 km) und Bipindi, dem Wirkungsort Georg August Zenkers im Südwesten. Es ist 110 km von Kribi und 76 km von Ebolowa entfernt.

## Geschichte

Blick von der Station Lolodorf zur deutschen Kolonialzeit

Lolodorf war unter deutscher Kolonialherrschaft Sitz einer Militärstation und Hauptort des gleichnamigen Bezirks. Gegründet wurde es am 1. September 1893 zur Sicherung der Handelsstraße Kribi–Jaunde, zunächst noch unter ziviler Verwaltung. Die Versorgung mit Proviant erfolgte von Kribi aus. 1895 wurde ein neues Wohnhaus errichtet. Im Oktober desselben Jahres wurde es mit einer Abteilung der Schutztruppe besetzt, die in der zweiten Hälfte der 1890er Jahre die Ausdehnung der deutschen Justiz- und Handelshoheit auf die benachbarten Bane- und Ngumba-Gesellschaften vollzog. Im September 1907 gingen Bezirk und Station wieder in Zivilverwaltung über. Mit dem Tod des letzten Stationsleiters, Wilhelm Achenbach, wurde Lolodorf im Mai als Regierungsstation aufgelöst und das Bezirksgebiet auf die Nachbarbezirke Kribi, Edea, Jaunde und Ebolowa aufgeteilt. Auf der bisherigen Station wurde zur Fortführung der landwirtschaftlichen Versuche und der Wahrnehmung der Impfkontrolle eine mit einem Gärtner und einem Lazarettgehilfen besetzte Impfstation eingerichtet. Bei Ausbruch des Ersten Weltkrieges war der Ort zudem Sitz einer Polizeistation und einer Postagentur. Weiterhin bestand eine presbyterianische Missionsstation, die Miss Mac Lean Memorial Station.

## Aktuelle Situation
Lolodorf ist die Heimat der Pygmäenstämme der ansonsten weiter südlich angesiedelten Bagyeli und der zur Haplogruppe gehörenden Bakola. Ferner siedeln hier auch die Stämme der Ngumba, Fang und die zu ihnen verwandten Bulu. Seit den 1960er Jahren dominierten Bagyeli und Bakola sozial mehr und mehr, was dazu führte, die Integrationspläne der Randgruppen durch die kamerunische Regierung zu desavouieren. Mit den Vereinbarungen zwischen Tschad und Kamerun im Jahr 1999, den Regenwald in dieser Region massiv abzuholzen, hat sich die Situation verschärft. Zudem gibt es illegale Rodungen. Teilweise unterliegen die Bantuvölker der Sklaverei.

## Persönlichkeiten
- Anne-Marie Nzié (* 1931 oder 1932 in Lolodorf-Bibia; † 24. Mai 2016 in Yaoundé), Sängerin